# شهاب‌سنگ مارکیسون
شهاب‌سنگ مارکیسون (به انگلیسی: Murchison meteorite)، شهاب‌سنگ بزرگی است که در سال ۱۹۶۹ در نزدیکی مارچیسون، ویکتوریا، در استرالیا، با زمین برخورد کرد.مارکیسون از شناخته‌شده‌ترین شهاب‌سنگ‌ها است؛ یکی به سبب جرم جمع‌آوری شدهٔ آن؛ که به بیش از ۱۰۰ کیلوگرم می‌رسد و این واقعیت که سقوط آن مشاهده شده، و نیز به خاطر پیوستگی گروهی آن به گروه شهاب‌سنگ‌های غنی از ترکیبات آلی است.
در ژانویه ۲۰۲۰ دانشمندان ستاره‌شناس اعلام کردند که کاربید سیلیسیوم یافت‌شده در این شهاب‌سنگ، ۷ بیلیون سال قدمت دارد و قدیمی‌ترین ماده موجود بر روی کره زمین است. بنابراین عمر این شهاب‌سنگ، ۲/۵ بیلیون سال بیش از عمر زمین و سامانه خورشیدی است.

## پیشینه
در ۲۸ سپتامبر ۱۹۶۹ در حدود ساعت ۱۰:۵۸ به وقت محلی، در نزدیکی شهر مارچیسون، ویکتوریا، در استرالیا یک سنگ آسمانی افروخته در آسمان دیده شد که پیش از ناپدید شدن، به سه قطعه تقسیم شده و ابری از دود را پدید آورده‌بود. حدود ۳۰ ثانیه بعد، لرزه‌هایی شنیده و احساس شدند. بسیاری از پاره‌های این شهاب بر روی یک منطقهٔ گسترده‌تر از ۱۳ کیلومتر مربع با جرم‌هایی تا ۷ کیلوگرم پیدا شدند که یکی از آن‌ها؛ با وزن ۶۸۰ گرم، از راه شکافتن سقف بر روی کاه سقوط کرد. وزن مجموع سنگ‌های جمع‌آوری شده بیش از ۱۰۰ کیلوگرم است.

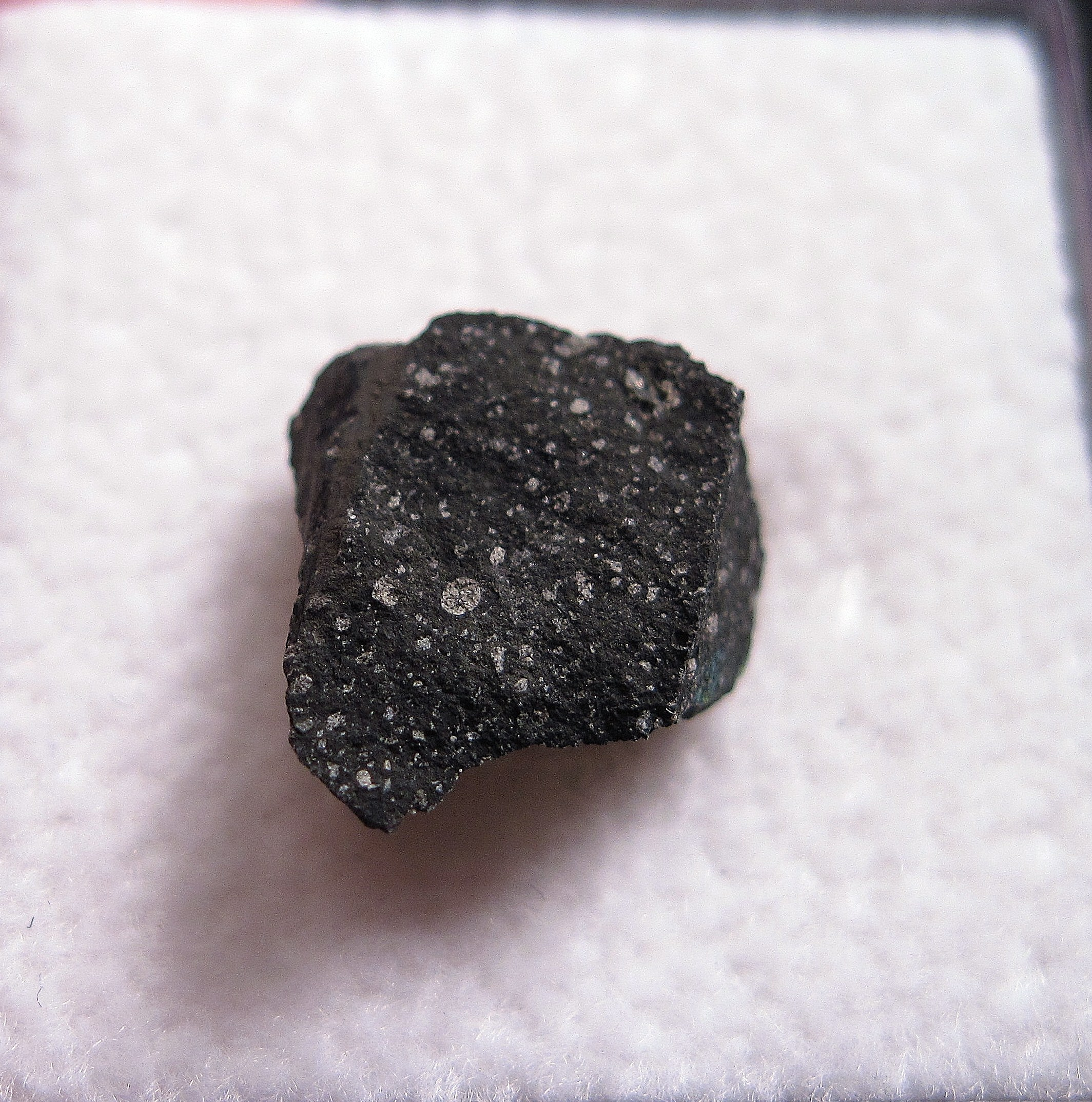
تکه‌ای از شهاب‌سنگ به وزن ۰/۴۹۵ گرم

## طبقه‌بندی و ترکیب
شهاب‌سنگ مارکیسون وابسته به گروه (سی‌ام CM) از کندریت‌های کربن‌دار است (دسته‌بندی شهاب‌سنگ‌ها را ببینید). همانند بیشتر کندریت‌های CM، شهاب‌سنگ مارکیسون از دیدگاه سنگ‌شناسی پترولوژی نوع ۲ است؛ به این معنی که این سنگ پیش از فروپاشی و در نهایت رسیدن به زمین، دگرگونی‌های زیادی را تجربه کرده و پیکری که از آن جدا شده؛ در مجاورت مایعاتی که از آب غنی بوده‌اند قرار داشته‌است. کندریت‌های CM، همراه با گروه CI، از کربن غنی هستند و در شمار «از نظر شیمیایی ابتدائی‌ترین شهاب‌سنگ‌ها» هستند. مانند دیگر کندریت‌های CM، شهاب‌سنگ مارکیسون دارای (CAI)؛ کلسیم و آلومینیوم‌های فراوان‌است. بیش از ۱۵ گونه اسید آمینه؛ بخشی از اجزای اساسی زندگی، در طی بررسی‌های بسیار در شهاب‌سنگ مارکیسون شناسایی شده‌اند. همه اسیدهای آمینهٔ موجود در شهاب‌سنگ مارکیسون در آزمایش میلر–یوری؛ آزمایش‌های آزمایشگاهی با عمل تخلیهٔ الکتریکی در مخلوط متان، نیتروژن و آب با آمونیاک سنتز شده‌اند.

## ترکیب‌های ارگانیک
شهاب‌سنگ مارکیسون دارای اسیدهای آمینه رایج مانند گلیسین، آلانین و اسید گلوتامیک و همچنین موارد غیرمعمول مانند ایزووالین و سودولایسین است. همان‌گونه که در آزمایش میلر–یوری دیده می‌شود مخلوط پیچیده‌ای از آلکان‌ها نیز به صورت جداگانه دیده می‌شوند.